# Hiroyuki Takei
Hiroyuki Takei (jap.: 武井宏之 Takei Hiroyuki, ur. 15 maja 1972 w Yomogita) – japoński mangaka.

## Historia
Hiroyuki Takei urodził się w miejscowości Yomogita w prefekturze Aomori na japońskiej wyspie Honsiu.
Jego pierwszym projektem była manga SD Hyakkaten stworzona dla fanzinu. Wkrótce potem został asystentem słynnych twórców mang, takich jak Nobuhiro Watsuki (Rurōni Kenshin) i Tamakichi Sakura (Sabaki no kaminari). Kariera Takei rozpoczęła się na dobre, gdy jego seria „Butsu Zone” została opublikowana w Shūkan Shōnen Jump.
Takei przyjaźni się z Watsukim i mangaką Eiichiro Odą (One Piece), który także był asystentem Watsukiego. Po raz pierwszy dotarł do finału konkursu o nagrodę Tezuki ze swoją serią Doragu Doll Dan. Ostatecznie otrzymał nagrodę za „jednostrzałowiec” Itako no Anna. Jedną z osób mających wpływ na jego pracę był Hirohiko Araki (JoJo’s Bizarre Adventure).
W 1998 roku w czasopiśmie „Shūkan Shōnen Jump” wydawnictwa Shūeisha Takei rozpoczął publikowanie serii Król szamanów (jap. シャーマンキング Shāman kingu). Wydawanie mangi zostało gwałtownie zakończone w 2004 roku. Manga ta została skompilowana pierwotnie w 32 tomach, wydanych w latach 1998-2005. Manga ta jednakże ostatecznie doczekała się należytego zakończenia w 2009 roku, po tym jak wydawnictwo Shūeisha zdecydowało się na wydanie nowej, „kompletnej”, 27-tomowej edycji mangi (Shaman King kanzenban (jap. シャーマンキング　完全版)) w latach 2008–2009. 2 marca 2009 roku oficjalna strona poświęcona tej edycji mangi zaczęła darmowe publikowanie rozdziałów stanowiących nowe, „prawdziwe” zakończenie mangi. Zostały one zawarte w fizycznym przedruku tej edycji.
4 marca 2008 roku wydawnictwo Shūeisha ogłosiło powstawanie nowego projektu, który powstaje we współpracy Hiroyukiego Takei i Stana Lee. Publikacja rozpoczęła się 18 kwietnia 2008 roku w magazynie „Jump SQ.II” („Jump Square Second”).
Takei jest znany z utrzymywania dobrych relacji z aktorami głosowymi zatrudnionymi przy adaptacji Króla szamanów, zwłaszcza z Megumi Hayashibarą, która użyczała głosu jednej z głównych postaci, Annie Kyoyamie.
W lutym 2017 roku Takei przyznał publicznie odpowiadając na pytanie fana, że otrzymał ofertę wyprodukowania nowej adaptacji na podstawie serii Król szamanów, ale zdecydował się na jej odrzucenie, ponieważ nie było możliwości ani wykorzystania utworów ze ścieżki dźwiękowej, ani głosów obsady z poprzedniej adaptacji.

## Prace
- Król szamanów
- Shaman King: Zero (jap. シャーマンキング0 -zero-)[8]
- Shaman King: Flowers (jap. シャーマンキング -フラワーズ-)[8]
- Shaman King: Super Star (jap. シャーマンキングスーパースター)[8]
- Shaman King: Red Crimson (jap. シャーマンキングレッドクリムゾン) (tylko scenariusz; rysunki Jet Kusamura)[8]